# Media Oriented Systems Transport
Media Oriented Systems Transport (MOST), al español “Transporte de Sistemas Orientados a Media”, es un estándar de bus de datos que se destina a la interconexión de componentes multimedia en automóviles y otros vehículos. Fue creado en 1997, y su diferenciación principal con respecto a otros estándares de buses en automóviles es que se basa en un bus de fibra óptica. Esta característica permite al MOST un tráfico de datos superior que el del resto de buses del automóvil. Esta tecnología fue introducida por primera vez en la Serie 7 de BMW, junto al lanzamiento del sistema iDrive en 2001 en el Salón del Automóvil de Fráncfort.
Las especificaciones técnicas de MOST definen los 7 niveles del ISO/OSI Reference Model para comunicación de datos. La red MOST suele utilizar una topología de anillo, si bien también existen configuraciones en forma de estrella y doble anillo para aplicaciones críticas, y que pueden llegar a incluir hasta 64 centralitas o nodos. El sistema posibilita plug and play lo que facilita la adición o extracción de dispositivos de la red. En la red debe de existir un node que juegue el papel de timing master que se dedique a alimentar al bus con estructuras de datos (frames) al anillo, o que sirva como puerta de entrada (gateway) de datos. El preámbulo o cabecera del paquete sincroniza de forma repetitiva el resto de los nodos llamados timing slaves (esclavos de tiempo).
El desarrollo del estándar MOST lo lleva a cabo la MOST Cooperation, un organismo de estándares industriales formado por fabricantes de automóviles (incluyendo BMW, Ford, DaimlerChrysler y General Motors), proveedores directos de componentes electrónicos (incluyendo a Infineon Technologies, Yazaki, Delphi E&S (antiguamente Delco), Denso (participada por Toyota), Bosch y Hamamatsu) y fabricantes de audio-video (incluyendo Sony, Philips, Linn Products y Motorola). SMSC, MediaLB, y MOST son marcas comerciales registradas de SMSC. Los miembros de la MOST Cooperation usan el estándar libres de cargo.

## Versiones de MOST
Debido a las mayores exigencias en cuanto a ancho de banda multimedia en los vehículos, el estándar MOST ha ido evolucionando a lo largo del tiempo. Existe MOST25, MOST50 y MOST150. Si bien las diferentes versiones son en muchos aspectos parecidas, no son compatibles entre sí.

### MOST25
Una red MOST25 ofrece un ancho de banda de unos 23 megabaudios para streaming (transmisión síncrona) y datos de soporte (transmisión asíncrona), separados en 60 canales. MOST25 ofrece servicios y métodos para la reasignación de canales, los cuales se pueden seleccionar y configurar en grupos de 4 bytes. De este modo, MOST25 soporta hasta 15 canales de audio en calidad CD o hasta 15 canales MPEG-1 para la transmisión de audio o vídeo.

### MOST50
MOST50 dispone del doble de ancho de banda que MOST25 e incrementa la longitud del paquete de datos a 1024 bits. Conserva los tres tipos de canales de MOST25: canal de control, canal de datos síncronos (streaming o datos útiles) y canal de datos asíncronos (datos de soporte). La especificación MOST50 incluye soporte tanto para una capa física óptica como para una capa física eléctrica.

### MOST150
MOST150 fue presentado en octubre de 2007. El paquete de datos se incrementa hasta 3072 bits, unas 6 veces mayor que MOST25. Además de los tres tipos de canales clásicos (control, streaming y datos de soporte), incluye un canal Ethernet con ancho de banda variable. Además, permite transmisión isócrona en los canales síncronos.